# فولوتشاييفكا-فتورايا (جيفريج)
فولوتشاييفكا-فتورايا (بالروسية: Волочаевка-Вторая) هي مدينة في مقاطعة الأوبلاست اليهودية الذاتية في روسيا.